# Orange Grove (Teksas)
Orange Grove je grad u američkoj saveznoj državi Teksas. Prema popisu stanovništva iz 2010. u njemu je živjelo 1.318 stanovnika.